# Hodge-Gletscher
Der Hodge-Gletscher ist ein Gletscher an der Loubet-Küste des Grahamlands auf der Antarktischen Halbinsel. Er fließt südöstlich der Protector Heights zwischen dem Hodge Ridge im Norden und dem Lane Ridge im Süden in westlicher Richtung zum Wilkinson-Gletscher.
Das Advisory Committee on Antarctic Names benannte ihn 2016 in Anlehnung an die Benennung des nördlich angrenzenden Gebirgskamms. Dessen Namensgeber ist Leading Seaman Reginald W. Hodge, der am 6. Dezember 1963 bei einer seismischen Vermessungsfahrt der HMS Protector im Auftrag des British Antarctic Survey infolge eines Unfalls in der Scotiasee ums Leben gekommen war.